# Pietro di Dacia
Pietro di Dacia (Gotland, 1235 circa – Visby, 1289) è stato un presbitero svedese domenicano.

## Biografia
Nato sull'isola di Gotland (Mar Baltico), Pietro di Dacia (in latino, Petrus de Dacia), monaco dell'Ordine dei Predicatori, visse nel secolo XIII. Studiò prima a Colonia (dal 1266 al 1269), poi a Parigi con Tommaso d'Aquino (dal 1269 al 1270). Dal 1271 insegnò nel convento domenicano di Skänninge (Svezia) e fu scelto nel 1280 come priore del convento di Visby (cittadina sull'isola di Gotland), dove morì.
Rimasta famosa la sua corrispondenza mistica con la beghina di nome Cristina di Stommeln (una cittadina non lontana da Colonia) che fu la prima donna, a noi nota, che abbia avuto le stigmate. Morta nel 1312 e celebrata come beata il 6 novembre, le sue reliquie sono oggetto di devozione. Il racconto di questa singolare passione mistica, al limite della leggenda, è conosciuto sotto il titolo di Vita della benedetta vergine di Cristo Cristina. 
Seguace di Pietro di Dacia fu anche la suora domenicana Ingrid Elofsdotter.